# Лесной журнал (с 1958)
«Лесной журнал» — советский и российский научный журнал по вопросам лесоводства, выходящий с 1958 года. Входит в перечень рецензируемых научных журналов и изданий ВАК. Рецензирование статей внешнее. Публикация для аспирантов бесплатная.

## Общие сведения
«Лесной журнал» публикует научные статьи по всем отраслям лесного дела, сообщения о внедрении законченных исследований в производство, о передовом опыте в химико-лесном комплексе, информации о научной жизни высших учебных заведений, рекламные материалы и объявления. Предназначается для научных работников, аспирантов, инженеров химико-лесного комплекса, преподавателей вузов и техникумов, студентов старших курсов лесотехнических вузов.
Периодичность издания 6 раз в год.

## История
«Лесной журнал» считает себя преемником дореволюционных журналов с тем же названием, ведя свою историю с 1833 года, когда был основан первый «Лесной журнал».
После долгого перерыва в первой половине 20 века журнал начал издаваться с 1958 года. Издателем выступил Архангельский лесотехнический институт, впоследствии ставший Архангельским государственным техническим университетом, а ныне — Северным (Арктическим) федеральным университетом имени М. В. Ломоносова.